# Lise Thiry
Lise Thiry (* 5. Februar 1921 in Lüttich; † 16. Januar 2024 in Waterloo) war eine belgische Medizinerin, die in den Bereichen Virologie und Mikrobiologie geforscht hat. Auch engagierte sie sich politisch, setzte sich etwa für die Rechte von Einwanderern in Belgien ein und verteidigte das Recht von Frauen auf Abtreibung.

## Biographie
Lise Thiry war eine Tochter des belgischen Schriftstellers und Politikers Marcel Thiry. Während des Zweiten Weltkriegs studierte sie Medizin an der Universität Lüttich und machte 1946 als eine von drei Frauen unter insgesamt 140 Studenten ihren Abschluss.
Thiry arbeitete am Institut Pasteur in Brüssel und spezialisierte sich auf Virologie und Mikrobiologie. 1951 war sie an der Gründung der dortigen virologischen Abteilung beteiligt und forschte zum Tollwutvirus sowie zu Poliomyelitis- und Herpesviren. Sie entwickelte ein System zum Screening und zur Verfolgung des AIDS-Virus, war Präsidentin des Wissenschaftlichen Rates zur Prävention von HIV/AIDS und Professorin an der Université libre de Bruxelles. Sie war auch Mitbegründerin der Groupe d’Etude Pour Une Reforme de la Medecine (GERM) der Studiengruppe für die Reform der Medizin.
Ab 1973 setzte sich Lise Thiry in den Reihen der Parti Socialiste für die Entkriminalisierung von Abtreibung ein. Im Jahr 1985 wurde sie in den Senat gewählt. 1990 war sie Mitglied der Kommission, die die Auswirkungen des neuen Gesetzes zum Schwangerschaftsabbruch, zu dessen Verfassern sie gehört hatte, auswertete. Auch engagierte sie sich im Kampf gegen die Todesstrafe. 1993 trat sie bei der Europawahl 1994 für die Vereinigte Linke an. Im Jahr 2010, im Alter von 93 Jahren, war sie Kandidatin auf den Listen des Rassemblement Wallonie-France.
Thiry war Patin der 20-jährigen Nigerianerin Semira Adamu, die 1998 von den belgischen Gendarmen, die für ihre Abschiebung verantwortlich waren, mit einem Kissen erstickt wurde. In der Folge kam es zu Demonstrationen, an denen Thiry teilnahm. Im Jahr 2000 wurde sie als Vertreterin der Nichtregierungsorganisationen in eine der Kammern der Kommission zur Legalisierung illegaler Einwanderer eingeladen. Im Jahr 2005, nachdem sich die israelischen Truppen aus dem Gazastreifen zurückgezogen hatten, besuchte sie zusammen mit anderen Ärztinnen das Gebiet, um die gesundheitlichen Probleme und sozialmedizinischen Bedürfnisse der dortigen Bewohnerinnen und Bewohner einzuschätzen.
Lise Thiry starb knapp drei Wochen vor Vollendung ihres 103. Lebensjahres im Januar 2024 in Waterloo.

## Auszeichnungen und Ehrungen
- 1985: „Frau des Jahres“ in Belgien[4]
- 2001: Kommandeur des Mérite wallon[1]
- 2005: „Femme de Cristal“ (Auszeichnung von mehreren Zeitungen)[4]
- 2007: belgische 70-Cent-Briefmarke mit dem Konterfei von Lise Thiry und einer Abbildung des AIDS-Virus[3]
- 2019 wurde ein neues Gebäude auf dem Erasmus-Campus der Université libre de Bruxelles nach Lise Thiry benannt.[8]

## Publikationen (Auswahl)
- Conversation avec des clandestins. Cerisier, Cuesmes 2002, ISBN 978-2-87267-064-2.
- La science et le chercheur : les chemins du doute. Labor : Espace de libertés, Brüssel 2004, ISBN 978-2-8040-1996-9.
- Mit Carmelo Virone: Des virus et des hommes : un demi-siècle de recherches et d’engagements. Couleur livres, Charleroi 2012, ISBN 978-2-87003-602-0.